# Alice Soulange-Bodin
Pour les articles homonymes, voir Soulange Bodin.
Alice Soulange-Bodin (née le 11 août 1893 à Paris, 8e arrondissement et morte le 28 janvier 1945 à Ravensbrück) est directrice du Bureau des infirmières à la Croix-Rouge française et membre de la Résistance française et belge.

## Biographie
Alice Marie Josèphe Trubert est née le 11 août 1893 à Paris 8e. Elle est la fille d'Étienne Trubert (1845-1909), député du Tarn-et-Garonne, et de Jeanne Gaillard (1866-1950).
Elle épouse Roger Soulange-Bodin (1887-1945), un industriel du sucre, le 17 janvier 1919.
Alice Soulange-Bodin constitue le Bureau des infirmières à la Croix-Rouge et en devient la directrice.
Elle est active dans la résistance française et belge et fait partie des Forces françaises combattantes.
Si les nombreuses décorations d'Alice Soulange-Bodin attestent du rôle important qu'elle a joué, peu d'informations sont disponibles sur son rôle dans la résistance sur les sites officiels. Elle est citée par une résistante, Bertranne Auvert, comme une amie de sa mère, résistante, Élisabeth de La Bourdonnaye, pseudo Dexia, née de La Panouse, compagne puis seconde épouse de Robert Debré. Dans les archives familiales privées se trouve une photo d'Alice Souland-Bodin.
D'après Étienne Verhoeyen, Alice Soulange-Bodin est arrêtée le 2 mai 1944 et Roger Soulange-Bodin quelques jours avant, le 16 avril. D'autres sources affirment qu'ils ont été arrêtés ensemble, avenue Henri Martin dans le 16e arrondissement de Paris.
Alice Soulange-Bodin est déportée à Ravensbrück sous le matricule 44799 par le Transport parti de Paris le 30 juin 1944 (I.235.) à destination de Neue Bremm. Elle est affectée au kommando de Schönefeld-Leipzig où les détenus transférés de Ravensbrück sont soumis à la production de Panzerfaust et d'obus pour la société Hugo & Alfred Schneider AG (HASAG).
Elle meurt à Ravensbrück le 28 janvier 1945.
Elle est homologuée Forces françaises combattantes (FFc) et Déportée-internée-résistante (DIR).
Roger Soulange-Bodin est déporté à Dachau où il meurt le 4 février 1945.

## Décorations
- Chevalier de la Légion d'honneur
- Croix de guerre 1939–1945, palme de bronze
- Médaille de la Résistance française (décret du 5 juillet 1951)[10]
- Chevalier de l’Ordre de la Santé Publique
- Grande médaille d'honneur de la Croix-Rouge française
- Médaille Florence Nightingale (Comité International de la Croix-Rouge)
- Ordre de Léopold II (Belgique)
- Croix de guerre 1940-1945 avec palme (Belgique)
- Médaille de la résistance armée 1940-1945 (Belgique)
- Médaille commémorative de la guerre 1940-1945 (Belgique)

## Hommages
- Un arrêté du 20 juin 2003 décrète l'apposition de la mention « Mort en déportation » sur l'acte de décès d'Alice Soulange-Bodin[11].
- Les noms d'Alice et Roger Soulange-Bodin sont gravés sur le monument aux morts d'Arcangues[12] et une plaque, scellée au mur sud de l’église d’Arcangues, porte témoignage de leur action[13].
- Une maison de santé porte le nom d'Alice-Soulange-Bodin, à Pontenx-les-Forges[14].